# Ray Gosling
Ray Gosling (Chester, 5 maggio 1939 – Nottingham, 19 novembre 2013) è stato un giornalista, attivista per i diritti LGBT   inglese.
Il 15 febbraio 2010 denuncia durante un programma televisivo locale della BBC, Inside Out, di aver ucciso il suo compagno, malato terminale di AIDS, la cui identità, luogo e anno di morte non ha voluto dichiarare. Rivela solo che l'episodio è avvenuto in un ospedale durante gli anni ottanta. La polizia provvede al suo arresto il 17 febbraio 2010 per sospettato omicidio.